# خزان وقود

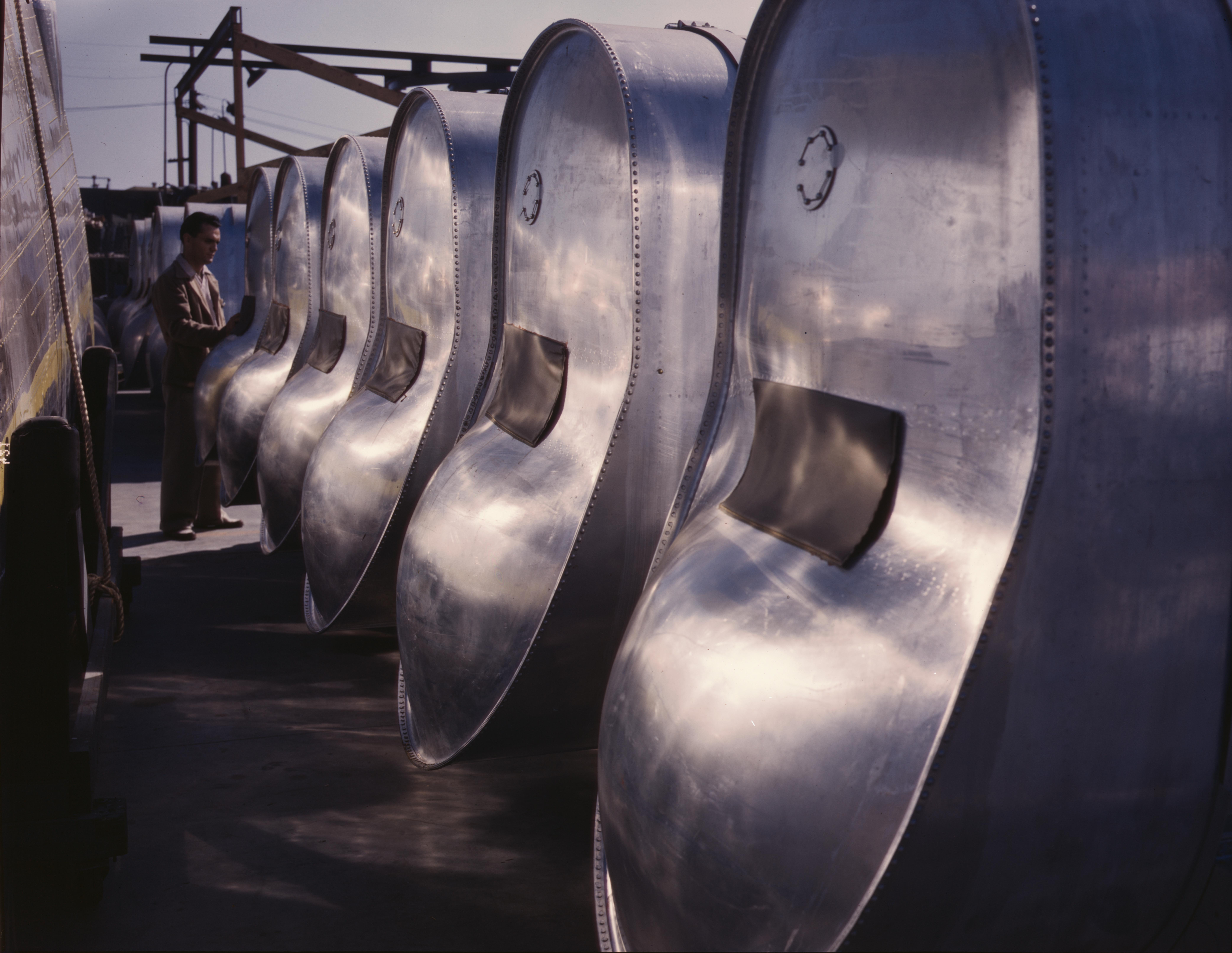
خزنات الوقود

خزان الوقود أو (خزان البنزين) هو حاوية آمنة لحفظ وتخزين السوائل القابلة للاشتعال مع مراعاة كل قوانين وإجراءات السلامة، وخزانات الوقود تختلف احجامها وأشكالها حسب الغرض المعدة له.

## تصنيع خزانات الوقود

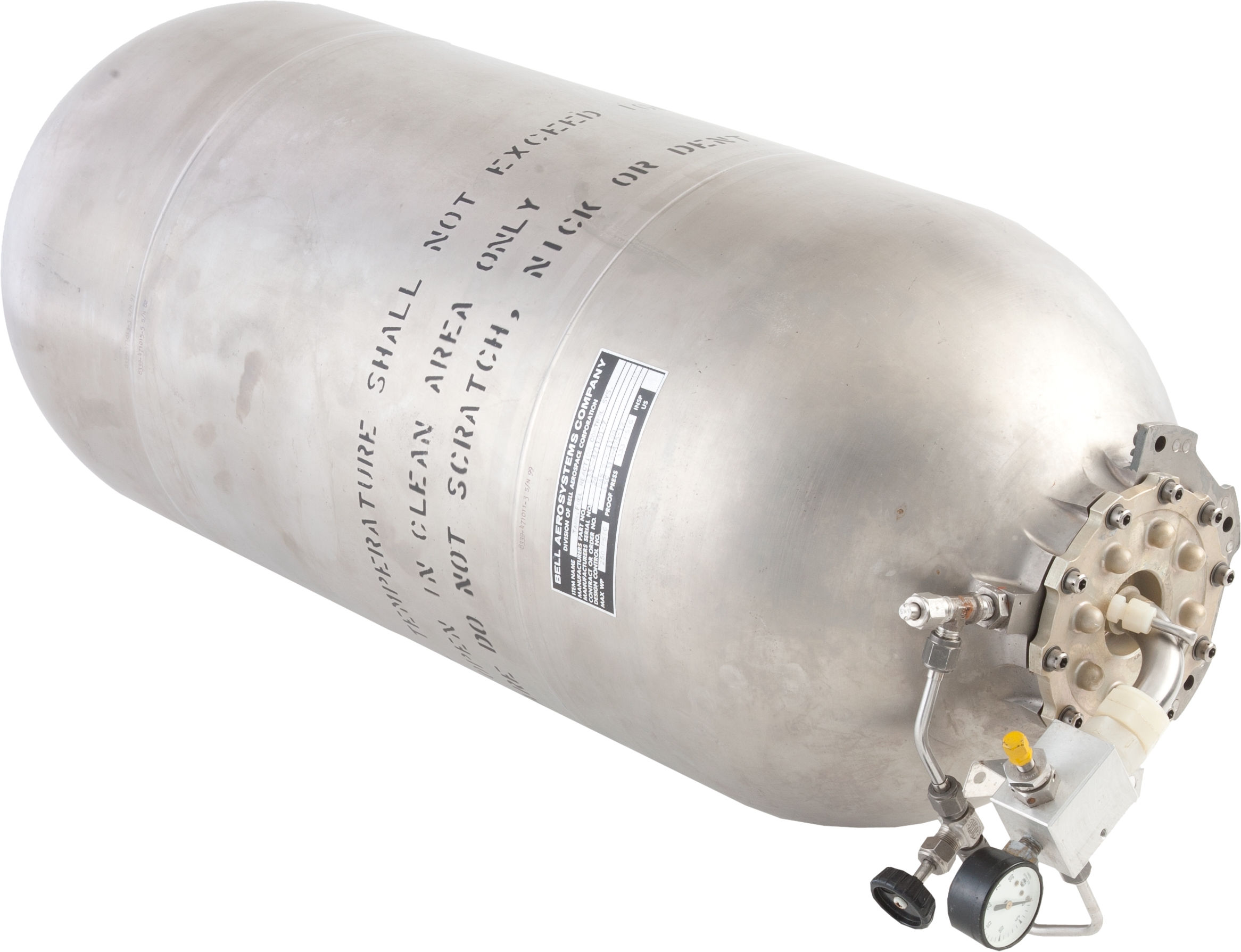
خزان الوقود لمركبة الهبوط على القمر،1960م

- يتم تصنيع الخزانات في المصانع حسب المعايير الهندسية العالمية وبناءً على مخططات ورسومات تفصيليه لهذه الخزانات وباستخدام مواد مطابقة للمواصفات والمقاييس وباستخدام الطرق المعتمدة عالميا من عمل عوارض ومقاطع داخلية لتفادي أي هبوط في الخزانات.

يجب مراعاة قوانين السلامة العامة المتبعة بحسب المواصفات والمقاييس العالمية للسلامة العامة.

## الاستخدام
عادة، يجب يتمتع خزان الوقود بتوفير ما يلي:
- تخزين الوقود: يجب أن يحتوي الخزان على نظام سعة أو كمية معينة من الوقود حتى يتسنى تجنب التسرب وكما يجب الحد من عملية التبخر.
- الملء والتفريغ: يجب أن تملأ خزانات الوقود بطريقة آمنة وتفرغ كذلك، دون أي انبعاث للشرر.
- توفير وسيلة لتحديد مستوى الوقود داخل خزان الوقود، قياس الوقود (يجب أن تقاس الكمية المتبقية من الوقود في الخزان أو تقييمها).
- التفريغ من الهواء أو التنفيس (حتى لايحدث الإفراط في الضغط، ويجب أن تنفس أبخرة الوقود بالصمامات).
- تغذية الماكينة أو المحرك يكون من خلال مضخة.
- توقع الأضرار المحتملة وتوفير الاجرأت الآمنة لعدم حدوثها.

يستخدم البلاستيك البولي اثيلين عالي الكثافة (HDPE) في صنع خزان وقود للتخزين على المدى القصير.

## نصائح هامة عند تعبئة الوقود بخزان السيارة
- 1.لا تشتري أو تعبئ عربتك بالوقود إلا في ساعات الصباح الأولى حين تكون درجة حرارة الأرض في أدنى حد لها.
- محطات الوقود تدفن خزاناتها تحت الأرض وكلمانخفضت درجة حرارة الأرض كلما زادت كثافة الوقود والعكس صحيح فكلما زادت الحرارة تمدد الوقود لذلك إن اشتريت الوقود بعد الظهر أو في المساء الليتر الذي تشتريه ليس بليتر كامل.
- في مجال علما البتروليات الكثافة الجزئية ودرجة الحرارة للوقود أو الديزل أو وقود الطائرات أوالايثانول أو منتجات الوقود الأخرى تلعب دورا كبيرا. فارتفاع الحرارة بمقدار درجة واحدة له تأثير كبير وأمر مهم في هذا العمل يعمل حسابه وتتم معادلته ولكن محطات الوقود العادية ليس لديها مقاييس لمعادلة فروقات درجة الحرارة في مضخاتها.
- 2.عند التعبئة لا تضغط يد المضخة لأقصى سرعة، وكما تلاحظ هناك ثلاث درجات لسرعة الضخ في يد المضخة. بطيء.. وسط.. وسريع. بالتعبئة بالسرعة البطيئة تقوم بتقليل الأبخرة التي تتكون أثناءالضخ.
- الفائدة من ذلك هي أن كل خراطيم ضخ الوقود تحتوي على خاصية حبس واسترجاع الأبخرة المتصاعدة أثناء التعبئة وضخ الوقود بسرعة سيؤدي إلى تحول المزيد من الوقود إلى بخار يتم سحبه وإعادته لخزان الوقود الرئيسي تحت الأرض فتجد في النهاية أنك لم تحصل على كامل كمية الوقود المشتراة.
- 3.من أهم النصائح عبئ خزان الوقود وهو نصف فارغ. والسبب هو إن الوقود يتبخر بشكل أسرع مما يتصوره المرء.
- كلما قلت كمية الهواء الموجودة في خزان الوقود كلما قلت كمية الوقود المتبخر. لهذا السبب نجد أن خزانات الوقود العملاقة في محطات التخزين لها سقوف عائمة تعوم على سطح الوقود فتعمل على إلغاء الفراغ بين سقف الخزان والوقود وتقليل التبخر.
- وبعكس محطات الوقود العادية كل صهاريج الوقود التي تتم تعبئتها من المحطات الرئيسية تتم معادلة فروقات درجة الحرارة فيها لتكون الكمية المعبأة صحيحة.
- 4. إذا كان هناك صهريج وقود يقوم بتفريغ حمولته في المحطة التي تنوي التعبئة منها فلا تعبئ منها في نفس الوقت لأن عملية تفريغ الصهريج في خزانات المحطة الأرضية سيؤدي إلى تقليب الأوساخ المترسبة في قاع الخزان ودخول بعض منها لخزان سيارتك مما قد يتسبب بأضرارلها.

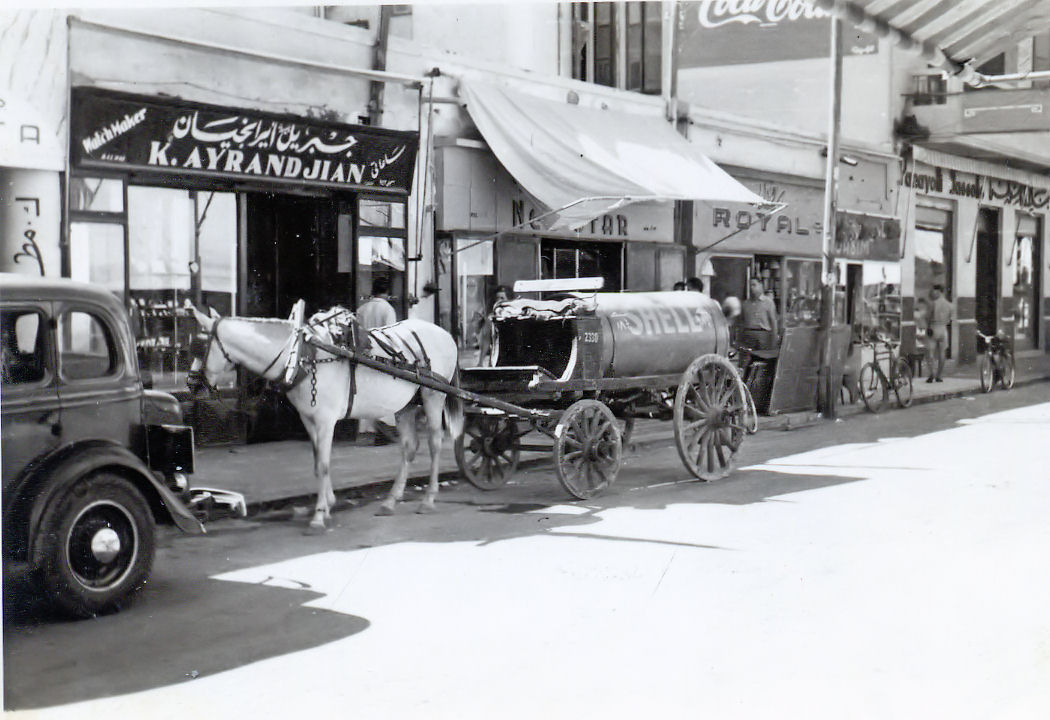
خزان نقل الوقود قديما، يجره حمار، بمدينة الإسماعيلية

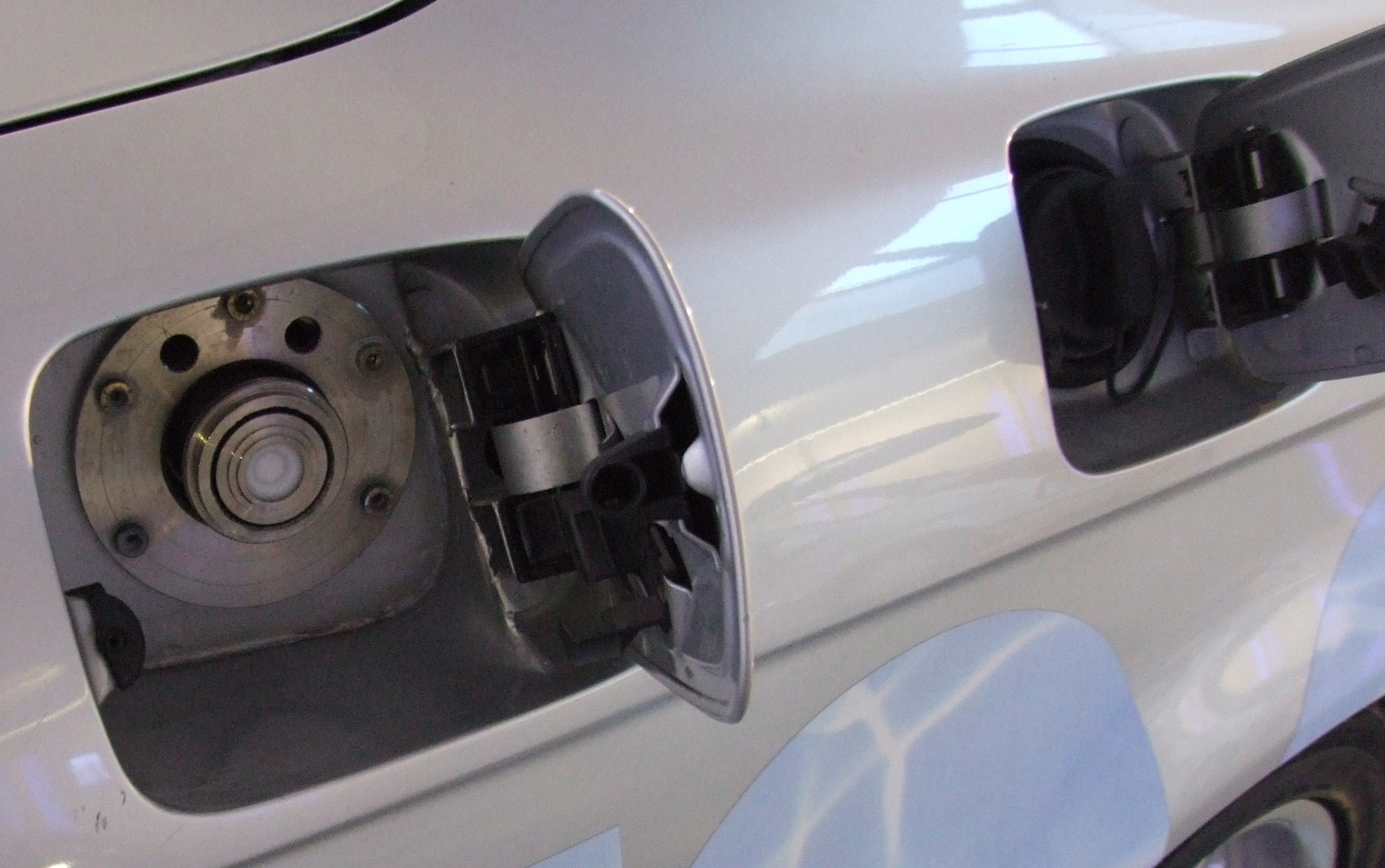
ضخ البنزين في سيارة بي إم دبليو

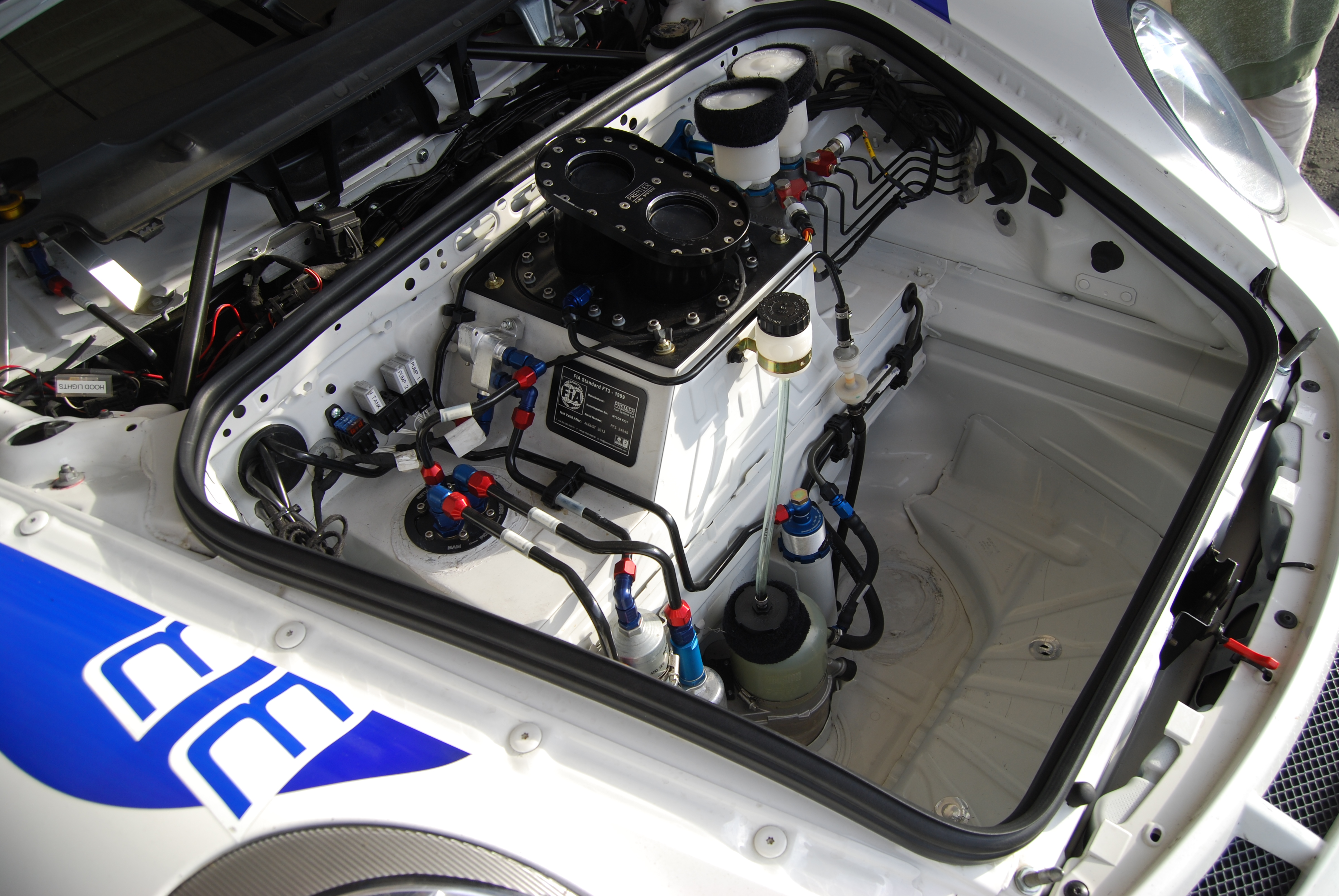
سلامة خزان الوقود في سيارة سباق كأس بورش GT3

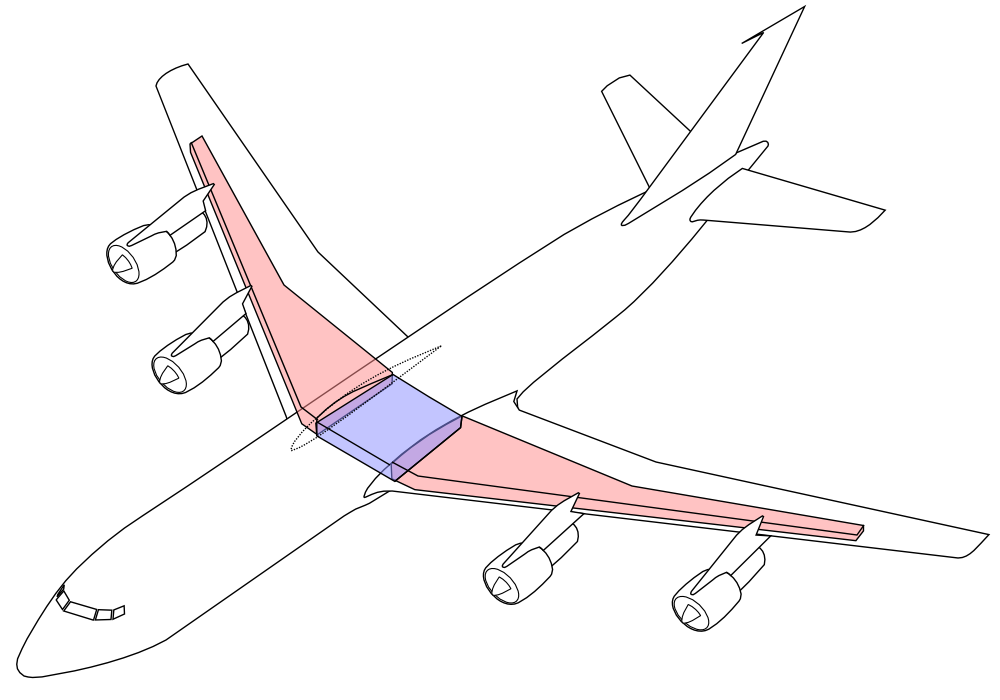
تصميم خزانات الوقود الرئيسية في الطائرة الحديثة